# Флаг Барвенковского района
Флаг Барвенковского района — официальный символ Барвенковского района Харьковской области, утвержденный 25 октября 2002 года решением сессии Барвенковского районного совета.

## Описание
Флаг представляет собой прямоугольное малиновое полотнище, имеющее соотношение сторон 2:3, в центре которого расположен герб района.
Геральдический щит пересеченный и полураспятый узкими золотыми полосами и имеет золотую окантовку. В верхнем зеленом поле находится золотой рог изобилия и кадуцей, положены косым крестом; на лазурном размещено золотого казака с копьем; в третьем золотом поле — лазоревая цветок барвинка. Лазурное и золотое поля разделяет золотой колосок.

## Ссылка
- Прапор Барвінківського району (укр.). «Українська геральдика». Дата обращения: 5 мая 2014.